# Битка при Беневентум (275 пр.н.е.)
Вижте пояснителната страница за други значения на Битка при Беневентум.
Битката при Беневентум (Beneventum) е сражение през 275 пр.н.е., по време на Пировата война, състояло се при Беневенто в Южна Италия, между силите епирския цар Пир и Римската република с командир консула Маний Курий Дентат.
Пир е изтощен от скорошната си война в Сицилия и от по-ранните „пирови победи“ срещу римляните. Въпреки че резултатът от битката е неясен, той решава да прекрати военната кампания в Италия и да се завърне в Епир; в резултат на това много от съвременните източници, сочат като победители в битката римляните. Като последствие на заминаването на Пир, Самниум най-накрая е завладян и евентуално падането на Магна Греция три години по-късно е последица от римската доминация на апенинският полуостров.
Мястото на битката се е казвало Малевентум (превод: лошо събитие), което римляните преименуват след победата си на Беневентум (превод: добро събитие).

## Битката
Римската армия тръгва на юг за да пресрещне Пир и изгражда укрепен лагер близо до град Малевентум. Пир наближава Малевентум с армия от 20 000 пехота, 3000 кавалерия и 20 бойни слона, но повечето пехотинци са италианци. Римляните разполагат с около 17 000 пехота и 1200 кавалерия. Скаутите на Пир, намират мястото на римския лагер и той взима рискованото решени за изненадваща нощна атака. Решението на Пир се оказва погрешно. На войските му им отнело много повече време от планираното да достигнат до римския лагер, като по този начин римляните забелязват тяхното промъкване. Те отблъскват епирската атака, а Пир губи половината от незаменимите си слонове. На следващия ден римляните преминават в офанзива. Тяхното първоначално нападение се проваля, поради умелото използване от Пир на останалите му слонове и непоколебимата съпротива на епирските хоплити. Втората атака обаче е успешна, силите на Пир са разпръснати по бойното поле преди битката и римляните успяват да подплашат слоновете (вероятно с горящи стрели) и да ги накарат да стъпчат епирската фаланга, като по този начин бягащите и подплашени слонове разбиват епирските редици, които се оттеглят от бойното поле в пълен безпорядък. Пир няма друг избор освен да отстъпи.

## Последици
Победен и останал без съюзници Пир изоставя италианските-гърци на римляните, като взима 8000 души пехота и 500 души кавалерия обратно към Епир. През 271 пр.н.е. Тарентум се предава на Рим. През 270 пр.н.е. римляните завземат последния независим италиано-гръцки град Региум. Римляните стават господари на цялото това пространство, което сега се нарича Италия, с изключение на част на север от река По известна като Цизалпийска Галия.
Въпреки че никога не са побеждавали Пир на бойното поле, римляните са в състояние да спечелят „войната на изтощението“ срещу най-добрият генерал на своето време и един от най-великите за древността. По този начин те се утвърждават като голяма сила в Средиземноморието. Римските битки с Пир, също така показват превъзходството на римският легион пред македонската фаланга, поради по-голямата мобилност и дисциплинираност на легиона (но трябва да се има предвид и отслабването ролята на кавалерията по времето на диадохите). Също така след битката при Беневентум, елинистическия свят, никога повече няма генерал като Пир, който да е в състояние да предизвика римляните.